# Experimentator (Buch)
Der Experimentator ist eine anonym verfasste Enzyklopädie, deren Urfassung zwischen 1220 und 1226 entstanden ist. Erhalten sind zwei spätere Redaktionen und eine Kurzfassung. Die Urfassung diente Thomas von Cantimpré als Quelle für sein Liber de natura rerum. Die erhaltenen Handschriften weisen Ähnlichkeiten mit De proprietatibus rerum von Bartholomaeus Anglicus auf und wurden daher lange Zeit falsch identifiziert.

## Datierung
Die Datierung der Urfassung wird zwischen der lateinischen Übersetzung von De partibus animalium aus dem Arabischen durch Michael Scotus (als De animalibus libri XIX) um spätestens 1220 sowie dem Beginn der Arbeiten am Liber de natura rerum um 1225/26 angesetzt.
Janine Déus geht in ihrer 1998 vorgelegten Dissertation davon aus, dass Thomas von Cantimpré die verschollene Urfassung des Experimentators benutzte, auf deren Basis auch die Kurzfassung sowie die Fassung I entstanden. Letztere diente um 1230/40 als Quelle für De proprietatibus rerum von Bartholomaeus Anglicus. Die Fassung II ist demnach später entstanden, eine genaue Einordnung steht bislang jedoch aus.

## Inhalt
Als Quellen werden im Prolog genannt: Isidor von Sevilla, Gregor der Große, Beda Venerabilis, Pseudo-Dionysius Areopagita, Basilius der Große, Ambrosius von Mailand, für Liber XII fälschlich Platon (gemeint ist einer der Platearius aus der Schule von Salerno), für Liber VI Aristoteles, Macrobius Ambrosius Theodosius, Martianus Capella, Alphraganus sowie Claudius Ptolemäus und für die Humoralpathologie Aristoteles sowie Constantinus Africanus.

### Fassung I
(Angaben nach Déus 1998, S. 11 ff.)
- Prolog: Begründung für die Reihenfolge der Bücher, Zweck des Werkes, Übersicht des Inhalts, verwendete Quellen.
- Liber I: Wesen Gottes und seine Namen, Christus und seine Namen, Heiliger Geist und seine Namen
- Liber II: Himmlische Hierarchien
- Liber III: Körperliche Substanzen
- Liber IV: Vier-Elemente-Lehre, Humoralpathologie
- Liber V: Anatomie des Menschen
- Liber VI: Astronomie
- Liber VII: Physikalische Wirkungen des Himmels, Jahreszeiten
- Liber VIII: Vier-Elemente-Lehre, Feuer, Meteorologie, Luft
- Liber IX: Vögel
- Liber X: Wasser, Wassertiere
- Liber XI: Erde, Geologie, Metalle, Steine
- Liber XII: Pflanzen
- Liber XIII: Landtiere

Die Bücher V und XII sind die mit Abstand umfangreichsten des Werkes.

### Kurzfassung
In der Kurzfassung werden die Bücher der Fassung I teils zusammengefasst:
- Prolog
- Liber I: Himmlische Hierarchien
- Liber II: Körperliche Substanzen
- Liber III: Vier-Elemente-Lehre, Astronomie
- Liber IV: Luft und Vögel
- Liber V: Wasser und Wassertiere
- Liber VI: Erde und Metalle, Steine
- Liber VII: Pflanzen
- Liber VIII: Landtiere
- Liber IX: Anatomie

Die Fassung II ist eine Bearbeitung der Fassung I und enthält Kürzungen wie Erweiterungen. Für sie liegt bislang keine textkritische Edition vor.

## Forschungsgeschichte
Thomas von Cantimpré zitiert in seinem Liber de natura rerum einen „Experimentator“, wobei sich diese Bezeichnung streng genommen nur auf die Zitate, nicht aber das Werk oder dessen Verfasser bezieht. Christian Hünemörder identifizierte 1968 während seiner Forschungen zu Thomas in Stuttgart erstmals einen entsprechenden Textzeugen, anschließend wurden weitere Handschriften (wieder)entdeckt. Im Rahmen seiner Forschungen zu Bartolomaeus Anlicus konnte Heinz Meyer weitere Textzeugen identifizieren. Eine Untersuchung sowie Teiledition der Fassung I und Edition der Kurzfassung hat 1998 Janine Déus vorgelegt.

## Textzeugen
(Angaben nach Déus 1998, S. 10)

### Fassung I
- MS Hamilton 277, Deutsche Staatsbibliothek Berlin, Pergament, 1. Hälfte 14. Jh., 18,5 × 13,5 cm, 150 Bl., 1r-72r, dreispaltig f.3r-6r, danach zweispaltig, (H).
- Cod. 30, Biblioteca Cateriniana del Seminario, Pisa, Pergament, Anfang 14. Jh., 28,5 × 22 cm, zweispaltig, 176 Bl., 4va-178va, (P).
- Cod. 1038 (R.7.1), Biblioteca Statale Angelica, Rom, Mitte 14. Jh., 23 × 16 cm, zweispaltig, 164 Bl., 3ra-151rb, (A).
- Cod. med. et phys. 2o 24, Württembergische Landesbibliothek Stuttgart, Papier, 15. Jh. (datiert 1461), 32 × 21,5 cm, I + 125Bl., 1r-123r, (S).

### Fassung II
- Arras, Archives du Pas-de-Calais, Cod. 76, 15. Jh.
- Chambéry, Bibliothèque Municipale, Cod. 30, 14. Jh., (Cha).
- London, British Museum, Sloane, Cod. 3167, erste Hälfte 14. Jh., (Slo).
- Biblioteca Nacional, Madrid, Cod. 12803, 14. Jh.
- Mailand, Bibliotheca Ambrosiana, Cod. A 147 sup., 15. Jh.
- Soissons, Bibliothèque Publique, Cod. 26, 14. Jh.

### Kurzfassung
- Cod. 8.8 Aug.4o, Herzog-August-Bibliothek Wolfenbüttel, Pergament, 13./14. Jh., 24 × 17 cm (bis f.109) und 22,5 × 16,5 cm (ab f.110), zweispaltig, 153 Bl., 15ra-46vb (Guelf).

### Weitere Handschriften
- Cortona, Publica Biblioteca Comunale e dell’ Accademia Etrusca, Cod. 85, 15. Jh.
- Pavia, Biblioteca Universitaria, Cod. 165, 13. Jh.